# Joan Clarke
Pour les articles homonymes, voir Clarke.
Joan Elisabeth Lowther Murray Clarke, née le 24 juin 1917 à West Norwood et morte le 4 septembre 1996 à Headington, est une cryptologue britannique. Elle est principalement connue pour sa participation au décryptage de la machine Enigma qui codait les communications chiffrées du Troisième Reich.

## Biographie

### Jeunesse et éducation
Joan Elisabeth Lowther Murray naît le 24 juin 1917 dans le quartier londonien de West Norwood, benjamine d'une fratrie de trois garçons et de deux filles. Elle est la fille du révérend William Kemp Lowther Clarke et de Dorothy, née Fulford.
Après avoir étudié au lycée pour filles de Dulwich au sud de Londres, elle obtient une bourse pour étudier les mathématiques au sein du Newnham College de l'université de Cambridge où elle obtient d'excellents résultats mais ne peut obtenir un diplôme complet (full degree) à cause du règlement de l'époque.

### Bletchley Park

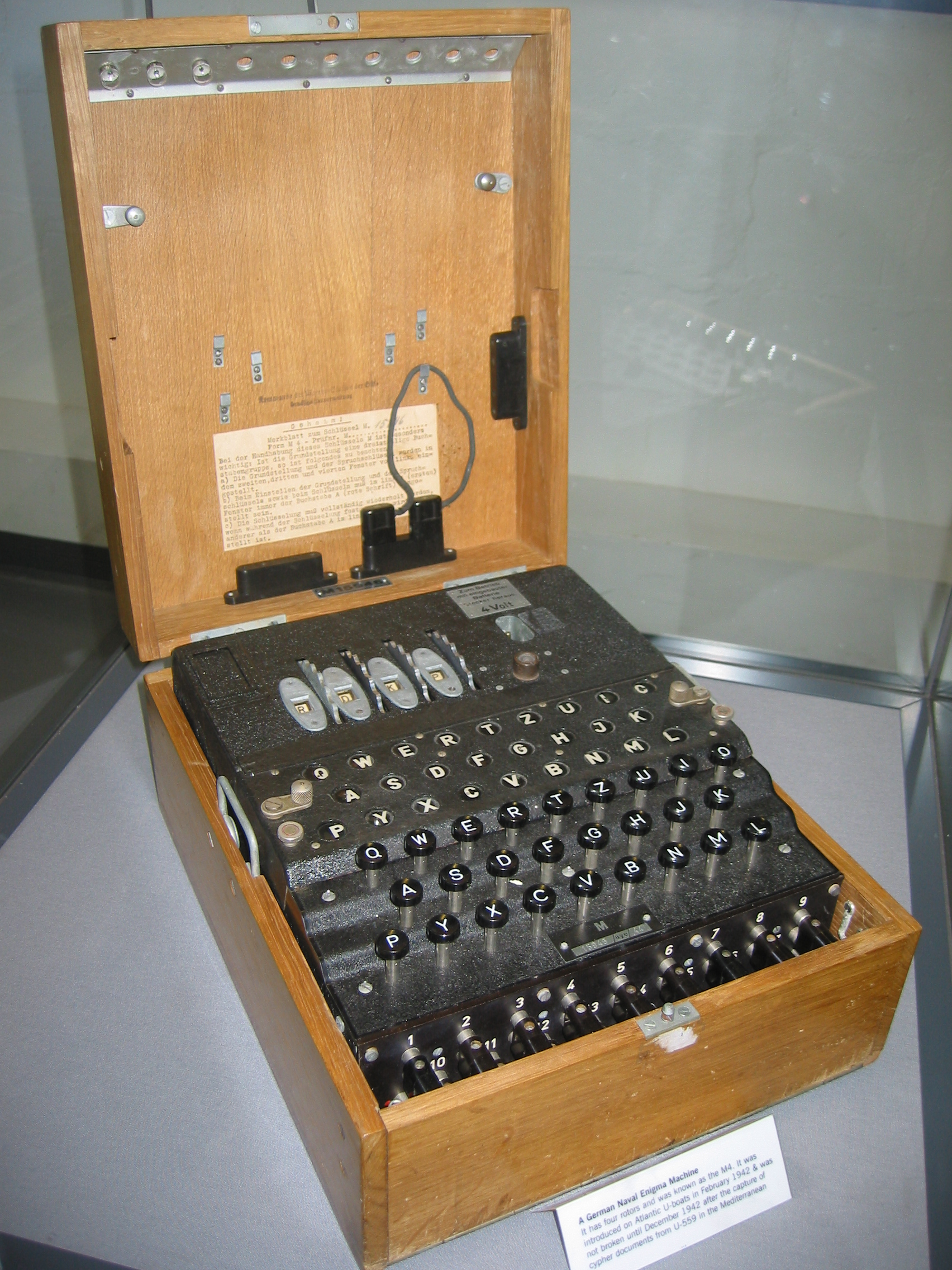
Machine Enigma à 4 rotors de la Kriegsmarine exposée à Bletchley Park.

Elle est recrutée en juin 1940 par son ancien superviseur académique Gordon Welchman pour travailler au Government Code and Cypher School (GC&CS), à Bletchley Park, au sein de la Hutte 8, chargée du décryptage des codes de la Kriegsmarine, où elle est par ailleurs la seule femme. 
Elle devient rapidement l'une des meilleures parmi les pratiquants du banburismus (en), une méthode de cryptanalyse développée par Alan Turing, dont elle est l'une des plus proches amies et très brièvement la fiancée. En 1944, elle devient la responsable adjointe de la Hutte 8. Elle fut faite en 1947 membre de l'Ordre de l'Empire britannique.

### Après la guerre
Travaillant après la guerre au sein du GCHQ, elle y rencontre le lieutenant-colonel John Kenneth Ronald Murray qu'elle épouse le 26 juillet 1952 à la cathédrale de Chichester. Du fait des ennuis de santé de son mari, elle s'installe quelques années à Crail, en Écosse. Elle retourne travailler au GCHQ entre 1962 et 1977.

### Intérêt pour la numismatique
Numismate talentueuse, elle parvient à établir l'ordre d'une série complexe de monnaies en circulation en Écosse sous les règnes de Jacques III et Jacques IV. En conséquence, la société britannique de numismatique (en) lui décerne en 1986 la Sanford Saltus Gold Medal.

### Dernières années
Après la mort de son mari en 1986, elle s'installa à Headington, dans l'Oxfordshire, où elle continue ses recherches numismatiques. 
Dans les années 1980, elle assiste l'historien et cryptographe Harry Hinsley dans la rédaction de son British Intelligence in the Second World War. Malgré tout, l'étendue exacte de son travail reste encore méconnue du fait du secret qui subsiste.
Elle meurt le 4 septembre 1996.

## Au cinéma
Keira Knightley incarne son personnage dans le film Imitation Game en 2014, rôle pour lequel l'actrice est nommée pour l'Oscar de la meilleure actrice dans un second rôle à la 87e cérémonie des Oscars en 2015.